# Посмертні записки Піквікського клубу
«Посмертні записки Піквікського клубу» (англ. The Posthumous Papers of the Pickwick Club) — перший роман англійського письменника Чарлза Дікенса, виходив у вигляді фейлетонів із квітня 1836 по листопад 1837 року. Роман приніс молодому письменнику славу завдяки яскравим, колоритним і водночас реалістичним образам, у яких англійці могли впізнати себе самих у дещо перебільшеному гротескному вигляді.
Дікенс взявся за роботу над серіалом, маючи у своєму доробку тільки «Нариси Боза», присвячені висвітленню лондонського життя. Вдова художника Роберта Сеймура пізніше стверджувала, що ідея належала її покійному чоловікові, хоча Дікенс це твердо заперечив у передмові до видання 1867 року. Спочатку Сеймур та Дікенс працювали разом, але після двох випусків художник вчинив самогубство і надалі Дікенс взяв усю роботу на себе. Перші випуски не мали успіху, але із введенням у 10 главі образу Сема Веллера, роман став першим справжнім видавничим феноменом в історії літератури, породивши піратські копії, театральні постановки, збірники жартів Сема Веллера та інші супутні товари.

## Історія видання
Дікенсу щойно виповнилося 25 років, коли лондонська видавнича фірма Chapman & Hall задумала видати серію ілюстрацій до спортивного життя кокні Роберта Сімура. За задумом серія повинна була розповідати про клуб, члени якого їздять на природу, полювання й риболовлю. З ними повинні відбуватися різні кумедні пригоди — рушниці вистріліють ненароком, гачок зловиться за капелюх чи штани тощо. Дікенса запросили придумати підписи під рисунками й зв'язати їх у розповідь за тогочасною модою. Молодий письменник заявляв, що він про спорт нічого не знає, але все ж взявся за роботу, згодився із ідеєю клубу й відповідно до початкового задуму написав, як містер Вінкль хибить, стріляючи по горобцях.
Надалі процедура змінилася, тепер уже Дікенс писав оповідання, а художник змушений був робити до них ілюстрації. На перше місце вийшла розповідь, і в підсумку було створено роман про лондонське життя. Попри всю простоту процесу, Дікенсу вдалося те, на чому горіли інші.
Ілюстрації до перших двох випусків робив Роберт Сімур. Роберт Вільям Басс проілюстрував третій випуск, але його малюнки Дікенсу не сподобалися, тож усю решту ілюстрації робив Габлот Найт Браун, відомий як «Фіз». Із ним Дікенс продовжував працювати впродовж усього життя. Окреме видання побачило світ 1837 року.

## Короткий опис

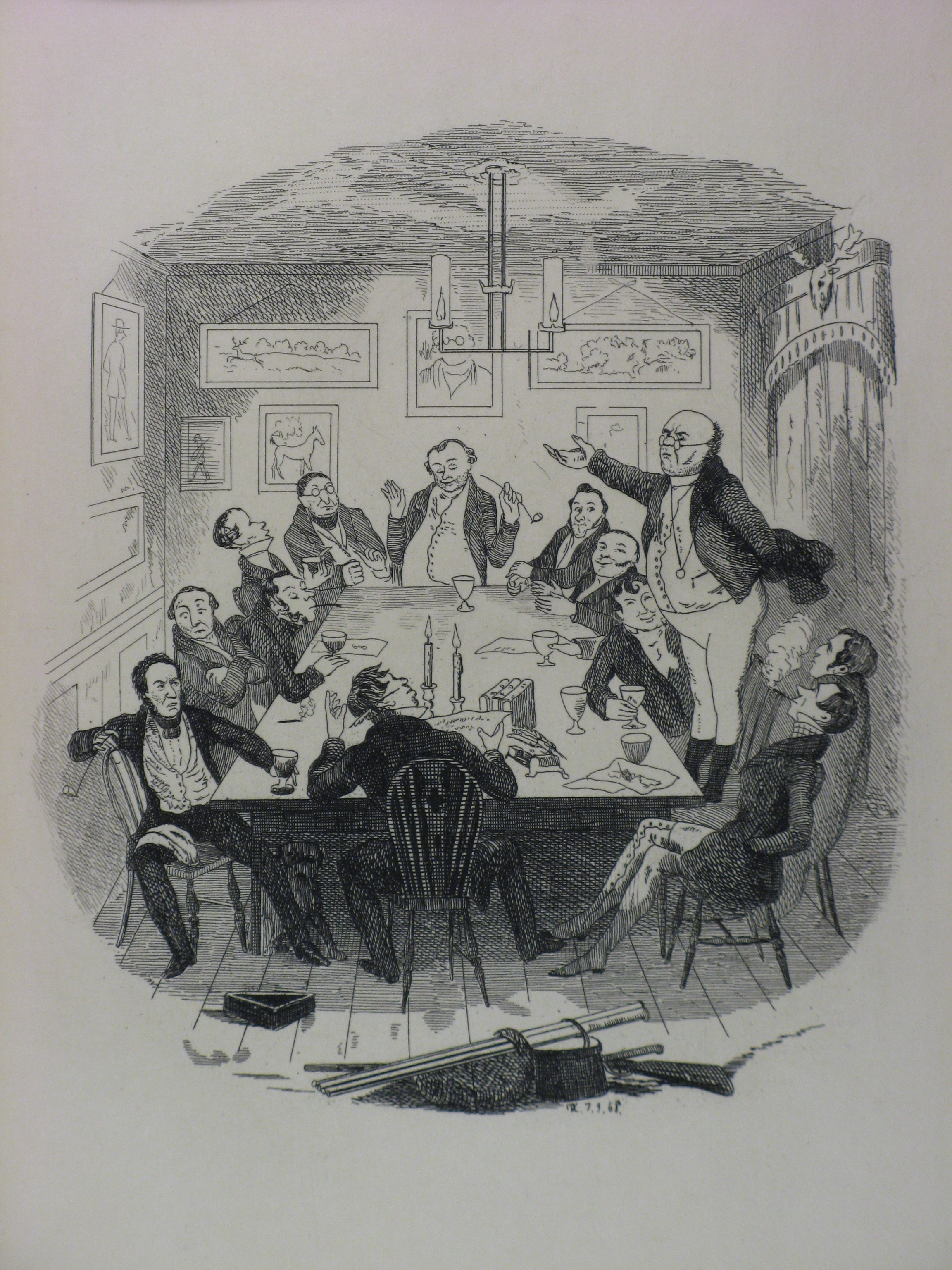
Містер Піквік виголошує промову в клубі. Ілюстрація Сеймура

«Посмертні записки Піквікського клубу» публікували окремими випусками, і вони складаються з розрізнених розповідей, об'єднаних спільними героями. Дія відбувається у 1827—1828 роках, хоча критики помітили деякі анахронізми. Головний персонаж роману містер Семюел Піквік, есквайр — добродушний і заможний літній пан, засновник та постійний президент Піквікського клубу. Клуб містера Піквіка — це кепкування над численними науковими товариствами, популярними того часу. На одному з його засідань президент пропонує глибше проникнути в таємниці життя, здійснюючи експедиції в навколишній світ, тобто в околиці Лондона. До експедиції містера Піквіка приєднуються троє його товаришів: спортсмен містер Натаніел Вінкл, поет містер Августус Снодграсс та великий знавець і підкорювач жіночих сердець містер Трейсі Тапмен. Разом вони потрапляють у світ поштових карет та заїздів, описаних Дікенсом детально й правдиво. Цей світ у час написання роману вже зникав — карети й кучери витіснялися залізницями.
Головна літературна цінність записок та їхня привабливість для читачів полягає у вмінні Дікенса створювати яскраві й незабутні персонажі. Кожен із Дікенсових персонажів комічний, часто перебільшено колоритний, але водночас життєво правдивий. Уже в другому розділі піквікська експедиція зустрічає містера Алфреда Джингла, мандрівного актора, крутія й брехуна з кумедною манерою переривчастої розповіді, якому відведена роль комічного негідника. Через крутійство містера Джингла піквікісти раз за разом потрапляють у халепи. Містера Сема Веллера, жартівливого, веселого кокні, Дікенс виводить на сцену в 10 главі. Спочатку містер Веллер служив у заїзді «Білий Олень» (Вайт-Гарт-інн), але радо згодився на пропозицію містера Піквіка стати його слугою й супутником у мандрівках. Містер Веллер знаменитий своїми розповідями різноманітних комічних випадків із життя. Популярність його в читачів була такою, що існує навіть поняття веллеризму — різновиду анекдоту, в якому комізм досягається не тільки фразою, а й обставинами в яких ця фраза була виголошена. Тандем містера Піквіка та Сема Веллера порівнювали з Дон Кіхотом та Санчо Пансою.
Містер Піквік та його супутники зустрічаються з різноманітними проявами життя: знайомляться з роботою журналістів, із механізмом виборів тощо. Містеру Піквіку довелося також побувати в суді й опинитися в борговій в'язниці, оскільки він уперто відмовлявся виконати рішення суду, за яким повинен був сплатити компенсацію своїй домогосподині місіс Барделл за відмову від обіцянки одруження. Особливо містера Піквіка обурювали адвокати місіс Барделл пани Додсон і Фогг. Тут розповідь переходить у гостру сатиру й торкається тем, які Дікенс висвітлював у своїх наступних творах.

## Принципи серійного видання

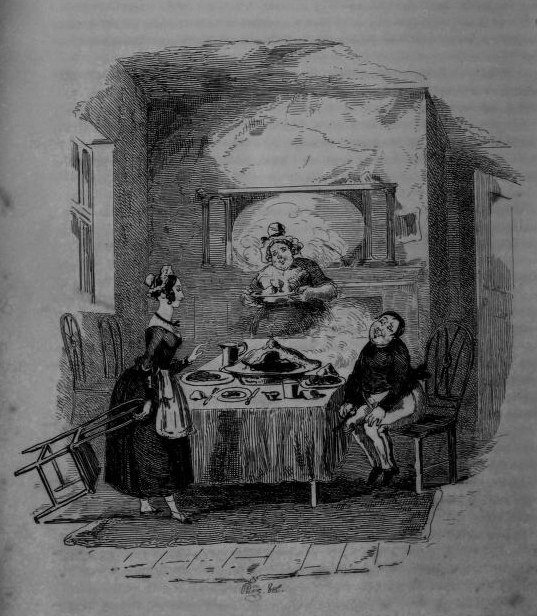
Жирний хлопець та Мері. Ілюстрація до роману Габлота Найта Брауна

Принцип серійного видання роману дозволив Дікенсу включити в деякі випуски найновіший матеріал, поділитися з читачами враженнями та фактами, які з'явилися в нього в процесі роботи. Наприклад, у червні 1836 року Дікенс відвідав найстарішу Лондонську психіатричну лікарню (так званий Бедлам), а в липневому випуску з'явилася вставна новела «Рукопис божевільного» . Чудова сцена роману — засідання суду у справі «Барделл проти Піквіка» — було написано під безпосереднім враженням від одного з гучних процесів розлучення, на якому незадовго до цього Дікенсу довелось бути присутнім, щоб написати репортаж для газети «Морнінг кронікл».
Дослідники творчості Дікенса звернули увагу на журналістську природу «Записок …», їхній зв'язок з поточними подіями «сьогоднішнього дня», яка проявляється і в тому, що Дікенс приготував описані ним випадки та заняття піквікістів до певного часу року, до дат календаря. Відкриваючи випуск у вересні, читач дізнається, що відбувалося з героями в серпні, а в березні — про те, що вони робили в лютому. Це створювало особливу атмосферу спілкування з читачами: письменник ніби жив разом із життям загалу, відповідав на їхні запити й довірливо ознайомлювався з тим, що лише недавно трапилося з героями, а також поспішав познайомити з цими подіями своїх читачів. Створюючи «Записки Піквікського клубу», Дікенс формував і завойовував читацьку аудиторію.

## Цікавий факт
Медичний клінічний синдром хронічної снозалежної дихальної недостатності, який в більшості хворих проявляється швидким засинанням у сидячому положенні, переважно в чоловіків з ожирінням, носить ще назву синдрому Піквіка або Піквікіанського синдрому. Він отримав таку назву не через головного персонажа роману, а завдяки другорядному — «гладкому парубійку», слузі Джо, який демонстрував подібні прояви.

## Українські видання
- Діккенс Ч. Посмертні записки Піквікського клубу / Чарлз Діккенс; пер. з англ. М. Іванов. — Х. : Одеса: Дитвидав ЦК ЛКСМУ, 1937. — 606 с. — (Серія «Шкільна бібліотека»)
- Дікенс Ч. Посмертні записки Піквікського клубу / Чарлз Діккенс; пер. з англ. Володимир Панченко. — Київ: А-ба-ба-га-ла-ма-га, 2024. — 808 с. — (Серія «Подарункові видання класики»).